# ريجينتس بارك (محطة مترو أنفاق لندن)
ريجينتس بارك (بالإنجليزية: Regent's Park)‏ هي إحدى محطات مترو أنفاق لندن. تقع على خط بيكرلو أفتتحت في المنطقة (Zone) رقم 1 أفتتحت في 10 مارس 1906.